# 盆ギリ恋歌
「盆ギリ恋歌」（ぼんギリこいうた）は、サザンオールスターズの楽曲。自身の4作目の配信シングルとして、タイシタレーベル / SPEEDSTAR RECORDSからダウンロード配信・ストリーミングで2023年7月17日に発売された。

## 背景・リリース
前作「愛はスローにちょっとずつ」から約3年11か月ぶりとなる新曲。本作品のリリースはデビュー記念日（6月25日）の前日にあたる2023年6月24日に桑田のラジオ番組『桑田佳祐のやさしい夜遊び』（TOKYO FM）にてサザンとしての活動再開及び『茅ヶ崎ライブ2023』の開催決定の報告と共に発表され、本作品以降新曲を3カ月連続で配信することも明かされた。放送後にメンバーはこれに際してコメントを発表し、ファンと生まれ育った日本及びそれぞれの故郷への感謝や愛郷の念を綴っており、この思いが『茅ヶ崎ライブ2023』開催のきっかけとなり、本作品と次作「歌えニッポンの空」の歌詞のコンセプトにもなっている。45周年を記念して開設された特設サイトでは後者の歌詞を引用した「"ここが故郷 歌えニッポンの空" サザンオールスターズ、参ります!!」というキャッチコピーが掲載された。また、この二作と「Relay〜杜の詩」は共通したテーマを持つ三部作であるとメディアでは語られている。これらの楽曲はいずれも茅ヶ崎やレコーディングで通う東京・青山をテーマとしたものであり、鍵となる言葉として"ふるさと"がモチーフに取り入れられている。

## プロモーション

### テレビ披露
| 放送日        | 番組名                                                                                   | 放送局             | 披露曲 | 出典          |
| ------------- | ---------------------------------------------------------------------------------------- | ------------------ | --- | ------------- |
| 2023年8月4日  | ミュージックステーション                                                                 | テレビ朝日         | 「盆ギリ恋歌」 「歌えニッポンの空」 「LOVE AFFAIR 〜秘密のデート」 | [ 21 ] [ 22 ] |
| 2023年8月17日 | NHK MUSIC SPECIAL サザンオールスターズ シン・日本の夏ライブSP!!                          | NHK                | 「盆ギリ恋歌」 「歌えニッポンの空」 「チャコの海岸物語」 「東京VICTORY」 「My Foreplay Music」 「涙のキッス」 「栄光の男」 「OH!! SUMMER QUEEN 〜夏の女王様〜」 「太陽は罪な奴」 「真夏の果実」 「希望の轍」 「勝手にシンドバッド」 「Oh! クラウディア」 | [ 23 ] [ 24 ] |
| 2023年9月28日 | NHK MUSIC SPECIAL サザンオールスターズ特別番組～45周年経っても“馬鹿でごめんよ”           | NHK                | 「盆ギリ恋歌」 「歌えニッポンの空」 「チャコの海岸物語」 「東京VICTORY」 「太陽は罪な奴」 「希望の轍」 「Oh! クラウディア」 「勝手にシンドバッド」 「Big Star Blues (ビッグスターの悲劇)」 「Moon Light Lover」 「LOVE AFFAIR 〜秘密のデート」 「Relay〜杜の詩」 | [ 25 ]        |
| 2024年3月3日  | NHK MUSIC SPECIAL サザンオールスターズ～シン・ニッポンの"馬鹿でごめんよ"ライブSP完全版～ | NHK                | 「盆ギリ恋歌」 「歌えニッポンの空」 「Big Star Blues (ビッグスターの悲劇)」 「チャコの海岸物語」 「白い色は恋人の色」（ベッツイ&クリス） 「東京VICTORY」 「My Foreplay Music」 「Moon Light Lover」 「涙のキッス」 「栄光の男」 「OH!! SUMMER QUEEN 〜夏の女王様〜」 「太陽は罪な奴」 「真夏の果実」 「希望の轍」 「勝手にシンドバッド」 「LOVE AFFAIR 〜秘密のデート」 「Oh! クラウディア」 「Relay〜杜の詩」 | [ 26 ] [ 27 ] |
| 2024年4月6日  | NHK MUSIC SPECIAL サザンオールスターズ～シン・ニッポンの"馬鹿でごめんよ"ライブSP完全版～ | NHK BSプレミアム4K | 「盆ギリ恋歌」 「歌えニッポンの空」 「Big Star Blues (ビッグスターの悲劇)」 「チャコの海岸物語」 「白い色は恋人の色」（ベッツイ&クリス） 「東京VICTORY」 「My Foreplay Music」 「Moon Light Lover」 「涙のキッス」 「栄光の男」 「OH!! SUMMER QUEEN 〜夏の女王様〜」 「太陽は罪な奴」 「真夏の果実」 「希望の轍」 「勝手にシンドバッド」 「LOVE AFFAIR 〜秘密のデート」 「Oh! クラウディア」 「Relay〜杜の詩」 | [ 26 ] [ 27 ] |

## チャート成績
2023年7月31日付のオリコン週間デジタルランキングで初週1.6万DLを売り上げて、初登場3位にランクインした。
同月26日付のBillboard JAPANダウンロード・ソング・チャート“Download Songs"でも1.6万DLで3位にランクインしている。

## 収録曲
1. 盆ギリ恋歌
（作詞・作曲：桑田佳祐 / 編曲：サザンオールスターズ & 片山敦夫）[16]
ファンキーなロックナンバーで、サザンが得意とするエキゾチックな曲に仕上がっている[5]。その一方で、非常にシンプルなコードで構成されており、ボーカルパートの主旋律のメロディはピアノで言うところの白鍵でほとんどの部分が構成されている。意味があるようでないような、桑田らしい奇想天外な歌詞が並んでおり、曲を作るにあたってイメージした言葉は【神社・仏閣・烏帽子岩】、【江ノ島・歌舞伎町・パッポン通り】、【風俗・民族・ヒト科妄想属】、【愛倫・欲望・魑魅魍魎】だったという[5]。また、2番のサビの歌詞ではサザンビーチやそこで夏場に経営されている海の家『夏倶楽部』[注釈 3]及び経営者の名前が登場しており、ミュージック・ビデオにも本人が出演している[29][16]。なお、この人物は桑田の小・中学時代の同級生であり[30][31]、2013年には「桑田佳祐さんに茅ヶ崎市民栄誉賞を贈るべく推薦する会」のメンバーにもなっている[32]。2023年6月24日放送の『桑田佳祐のやさしい夜遊び』を夫婦で聴いた際にも「あいつ、本当に茅ヶ崎が好きなんだな、ありがたいよな」と桑田の茅ヶ崎を愛する姿勢を称え語り合っていた[30]。また、本楽曲の歌詞に名前が登場したことについても「ニクいことするよね。俺も年だから少し落ち着こうと思ってたけど、仕方ない、あいつががんばっている間は、がんばるしかねえじゃん」とコメントしている[30]。アウトロの前にはデビュー曲である「勝手にシンドバッド」の《江ノ島が見えてきた 俺の家も近い》という歌詞が念仏を唱えるような形で引用されている[33]。
タモリは本楽曲に高い評価を与えており、「（サザンの）曲、本当にいいんですけど、ちょいちょい『盆ギリ恋歌』、ああいうふうなことをたまにやるでしょ。あれ、俺好きだね」と語っている[34]。
「歌えニッポンの空」と共に2023年6月24日放送の『桑田佳祐のやさしい夜遊び』で初めて音源が解禁され[5]、7月10日からは全国のラジオ局で本楽曲のオンエアが開始された[35]。
7月19日の午前0時にミュージック・ビデオ (MV) がサザンオールスターズ公式YouTubeチャンネルにて公開された[36]。本楽曲のMVにて演奏するメンバーを取り囲む、顔を編み笠で覆った怪しげなダンサーたちによる独特な踊りは「盆ギリ踊り」と呼ばれ、7月21日には定点カメラで撮影したショート動画が、公式YouTubeチャンネルにて公開された[37]。また、ユーザーが動画投稿する際に同楽曲の音源を選択し、TikTokとInstagramで動画投稿することや、YouTube（通常の動画およびショート動画）で動画投稿することが可能になっている[37]。

## 収録アルバム
| 曲名       | 作品名            |
| ---------- | ----------------- |
| 盆ギリ恋歌 | THANK YOU SO MUCH |

## ライブ映像作品
| 曲名       | 作品名           |
| ---------- | ---------------- |
| 盆ギリ恋歌 | 茅ヶ崎ライブ2023 |